# 717

717(칠백십칠)은 716보다 크고 718보다 작은 자연수다.

## 수학
- 합성수로, 그 약수는 1, 3, 239, 717이다. 진약수의 합은 243이므로, 717은 부족수다.
  - 217번째 반소수다. 앞의 반소수는 713, 다음 반소수는 718이다.
- 회문수다.
- {\displaystyle 10^{7}-1}은 717로 나누어떨어진다.

## 과학
- NGC 717(영어판): 안드로메다자리 방향에 있는 렌즈형은하.
- 717 위시바다(영어판): 소행성.

## 교통

### 항공
- 보잉 717: 보잉에서 MD-95를 다시 개발한 것.

### 철도
- 일본국유철도 717계 전동차(일본어판)
- 서울 지하철 7호선 태릉입구역의 역번호.

### 도로
- 고속도로
  - 유럽 고속도로 717호선: 이탈리아 토리노에서 사보나까지 이어지는 유럽 고속도로.
- 기타 도로
  - 717번 지방도: 전북특별자치도 순창군 동계면에서 임실군 운암면까지 이어지는 대한민국의 지방도.
  - 현도 제717호선

## 군사
- 717 해군 항공대(영어판): 과거 존재한 영국의 해군 항공대.
- U-717(영어판): 제2차 세계 대전에 사용된 나치 독일의 군용 잠수함.

## 문화유산
- 대한민국의 보물 제717호: 주세붕 초상

## 기타
- 날짜: 7월 17일
- 연도: 717년, 기원전 717년
- 717 하우드(영어판): 미국 텍사스주 댈러스에 있는 사무용 건물.